# Romas Mažeikis
Romas Mažeikis (* 28. April 1964 in Gargždai) ist ein ehemaliger litauischer Fußballspieler.

## Werdegang
Mažeikis spielte in Litauen für die Mannschaften Šviesos, Aušros und Mokslo, ab 1982 war er Spieler von FK Žalgiris Vilnius. Für die Mannschaft bestritt er 160 Einsätze. 1984 wurde er Meister der Studentenspiele der Sowjetunion. 1990 stand er in Diensten der georgischen Mannschaft Lančhučio Gurija, 1990/91 war der Verteidiger Mitglied von Lokomotive Moskau. Nachdem er zuvor im Juli 1991 ein erfolgloses Probetraining beim FK Austria Wien absolviert und dabei auch eine Partie im UEFA Intertoto Cup gespielt hatte, wechselte Mažeikis im Januar 1992 nach Österreich zum Kremser SC. Im Spieljahr 1992/93 stand er erst wieder bei einem georgischen Verein, Antsi Tiflis, dann bei FK Panerys Vilnius in seinem Heimatland unter Vertrag.
Er wechselte 1993 zum VfB Lübeck nach Deutschland und gehörte 1995 zur Mannschaft, die unter Trainer Michael Lorkowski erstmals in der VfB-Vereinsgeschichte in die 2. Fußball-Bundesliga aufstieg. Bis 1997 kam der 1,84 Meter große Mažeikis mit den Hanseaten auf 51 Einsätze in der 2. Bundesliga. 2000 verließ er den VfB Lübeck und spielte 2000/01 für den TSV Siems in Lübeck.
Mažeikis bestritt 1990 sowie zwischen 1992 und 1994 insgesamt 19 Länderspiele für Litauen.